# Standbeeld van Karel van Brimeu
Het standbeeld van Karel van Brimeu is een 19e-eeuws gedenkteken in de Nederlandse plaats Megen.

## Achtergrond
In 1850 vond pastoor Jacobus van Amstel op het kerkhof bij de Sint-Servatiuskerk het graf terug van Karel van Brimeu (1524-1572), graaf van het graafschap Megen. De katholieke Brimeu was tijdens de Tachtigjarige Oorlog aanvankelijk medestander van Willem van Oranje, maar bleef trouw aan de Spaanse koning. Bij zijn overlijden was hij stadhouder van Gelre en Zutphen en waarnemend stadhouder van Friesland, Groningen, Drenthe, Overijssel en Lingen. De vondst leidde tot het plan een monument voor hem op te richten. Er werd een commissie gevormd, met onder anderen de pastoor en burgemeester J.F. Sengers, die zich inspande om geld in te zamelen. De opdracht voor het monument werd gegund aan de Bossche beeldhouwer Frans Donkers. Hij had in oktober 1852 het beeld klaar. Het idee om een beeld voor een katholiek op te richten was niet onomstreden en leidde tot ingezonden brieven in de krant. Het monument zou op 7 januari 1853, de sterfdag van de graaf, op het kerkhof worden onthuld, dat werd echter uitgesteld tot mei 1853. Na de onthulling van het beeld ontving Donkers van het organiserend comité een gouden zegelring met het wapen van de graven van Megen. Het beeld is later verplaatst naar het Carolus de Brimeuplein, in de nabijheid van het oude stadhuis van Megen.

## Beschrijving
Het monument bestaat uit een stenen standbeeld van Brimeu ten voeten uit, dat is geplaatst op een sokkel. De graaf is gekleed in de Spaanse mode van het laatste kwart van de 16e eeuw, met grote plooikraag. Hij is omhangen met de orde van het Gulden Vlies. Hij houdt zijn rechterhand aan het gevest en staat met zijn rechtervoet op een klein kanon. Met zijn linkerhand leunt hij op een boek dat opengeslagen op een lessenaar ligt. Aan de linkervoet staat een helm met gesloten vizier. 
Aan de linker- en rechterzijde van de sokkel zijn in reliëf het wapen van het graafschap Megen en het wapen van de graaf geplaatst. Aan de voor- en achterzijde zijn opschriften aangebracht; dat aan de achterzijde verwijst naar de vondst van het graf, het opschrift aan de voorzijde luidt vertaald: 

Karel de Brimeu, maarschalk van Brabant, Stadhouder van Luxemburg, Henegouwen, Gelderland, Friesland, Groningen, Overijssel enz. Ridder van het Gulden Vlies. 26 jaar lang graaf van Megen

## Galerij

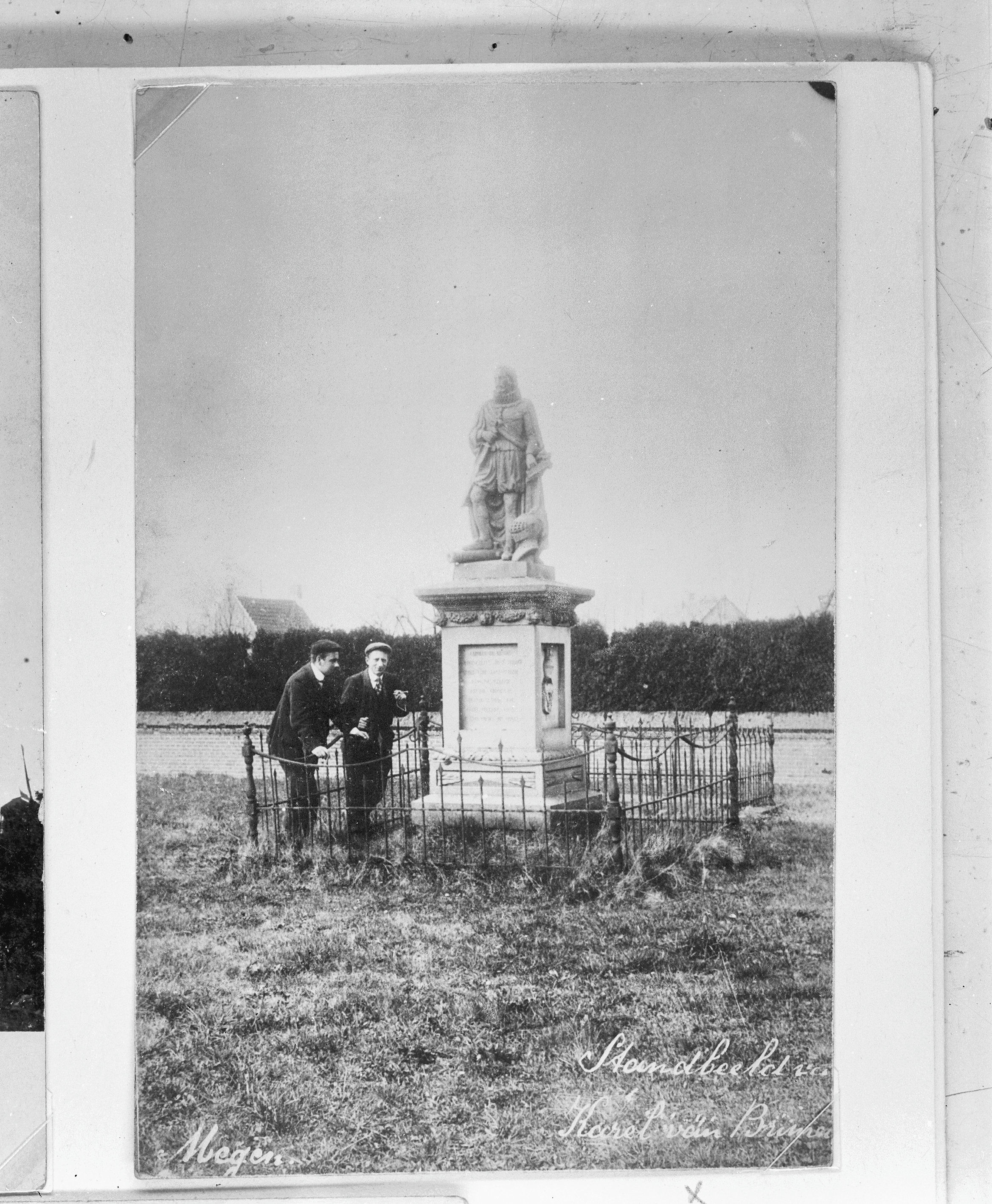
Het monument op de oorspronkelijke locatie
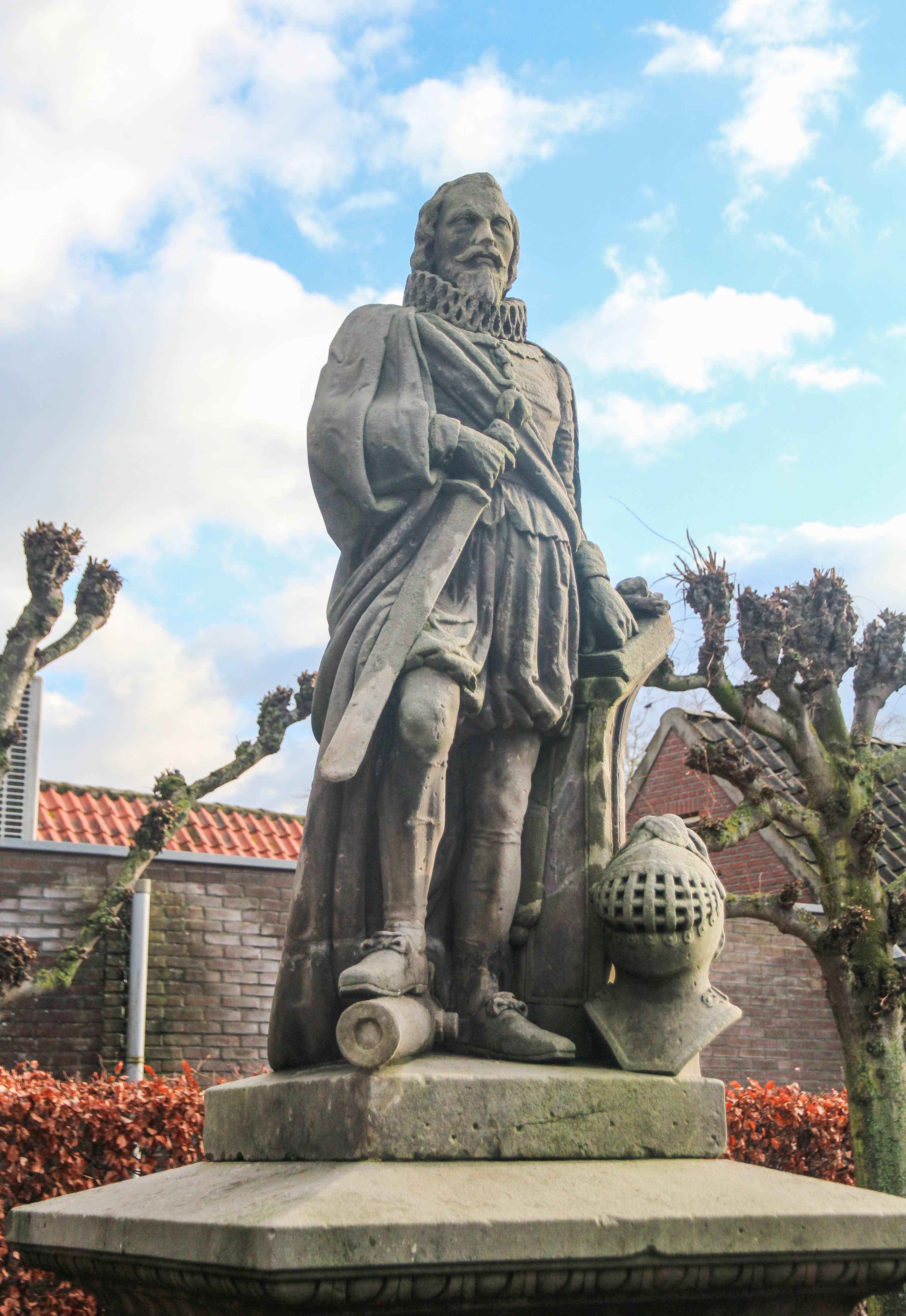
De graaf ten voeten uit

## Waardering
Het standbeeld werd in 1973 als rijksmonument in het Monumentenregister opgenomen.